# Honeysuckle Rose
Honeysuckle Rose – amerykański melodramat z 1980 roku. Remake szwedzkiego filmu Intermezzo z 1936 roku.

## Główne role
- Willie Nelson - Buck Bonham
- Dyan Cannon - Viv Bonham
- Amy Irving - Lily Ramsey
- Slim Pickens - Garland Ramsey
- Joey Floyd - Jamie Bonham
- Charles Levin - Sid
- Mickey Rooney Jr. - Cotton Roberts
- Lane Smith - Brag, menedżer Cottona
- Pepe Serna - Rooster
- Priscilla Pointer - Rosella Ramsey
- Diana Scarwid - Jeanne

i inni

## Nagrody i nominacje
Oscary za rok 1980
- Najlepsza piosenka – „On the Road Again” – Willie Nelson (nominacja)

Złota Malina 1980
- Najgorsza aktorka drugoplanowa – Amy Irving